# Denis (herb szlachecki)

Herb Denis I

Herb Denis II

Denis – polski herb szlachecki.

## Opis herbu
Opis z wykorzystaniem klasycznych zasad blazonowania, według ilustracji Tadeusza Gajla:
Denis: W polu błękitnym nad gwiazdą sześciopromienną krzyż srebrny. Klejnot nad hełmem w koronie pięć piór strusich. Labry błękitne, podbite srebrem.
Denis II: Jak powyższy, ale krzyż złamany.

## Najwcześniejsze wzmianki
Kasper Niesiecki w swojej pracy z 1738 roku podaje informację zaczerpniętą za rękopisem Kojałowicza, że herbem tym posługiwali się Denisowicze z brzeskiego notowani w XVII wieku.
Piotr Nałęcz-Małachowski w Zbiorze nazwisk szlachty z 1790 roku zamieścił opis herbu tożsamy opisem Niesieckiego.
Juliusz Karol Ostrowski w swojej pracy z lat 1897-1906 przytoczył dwie wersje herbu. Zauważył on, że Niesiecki w opisie herbu określił krzyż jako "złamany", ale już na ilustracji krzyż był prosty. Wersję ze złamanym krzyżem Ostrowski nazwał Denis II. Ostrowski określił herb jako "stary".
Teodor Chrząński w Tablicach odmian herbowych z 1909 roku podał czerwone pole i godła złote. Krzyż ma postać krzyża kawalerskiego oraz nie styka się z gwiazdą. Herb określiony jest jako Krucini i.
Za Ostrowskim swoje ilustracje stworzył Tadeusz Gajl.

## Herbowni
Tadeusz Gajl podaje następujące rodziny herbownych:
Daniszewicz, Denis, Denisewicz, Denisko, Denisowicz, Deniszewicz, Deniszko, Deryno, Dmowski, Kołyszka, Kołyszko.
Oprócz nazwiska Denis i jego licznych wariantów, tożsamych z nazwą herbu (herb własny), występują tu też nazwiska Deryno, Dmowski oraz Kołyszka (Kołyszko). 
Dmowscy herbu Denis wymieniani są m.in. przez Uruskiego, choć nie podaje on jak rodzina o innym nazwisku weszła w posiadanie herbu własnego Denisów.
Uruski notuje też Kołyszków z herbem Denis, chociaż stwierdza, że słyszał iż Denis jest jedynie przydomkiem, a Kołyszkowie używają herbów Abdank i Jelita odmienny.
Nazwisko Deryno z herbem Denis odnotowała Polska Encyklopedia Szlachecka rzekomo za Uruskim. Jednakże Uruski wymienia rodzinę Deryng herbu Denis, nie Deryno. Nazwisko to zapisywano także jako Dering.
W roku 1802 szlachectwo w guberni wołyńskiej z herbem Denis zostało potwierdzone przez braci Józefa, Bazylego, Jana i Konstantego Dyakiewicz.